# Sammetssottyrann
Sammetssottyrann (Knipolegus nigerrimus) är en fågel i familjen tyranner inom ordningen tättingar.

## Utseende och läte
Sammetssottyrann är en stor tyrann. Hanen har enhetligt glansigt blåsvart fjäderdräkt. På huvudet syns en kort tofs. I flykten syns en vit vingfläck. Honan liknar hanen men har kastanjebrunt på hakan. Sången som levereras i flykten består av ett kort och ljust "prrrr".

## Utbredning och systematik
Fågeln förekommer i östra Brasilien (nordöstra Bahia och Alagoas till nordöstra Rio Grande do Sul). Den behandlas antingen som monotypisk eller delas in i två underarter med följande utbredning:
- Knipolegus nigerrimus nigerrimus – sydöstra Brasilien
- Knipolegus nigerrimus hoflingae – östra Brasilien

## Levnadssätt
Sammetssottyrannen hittas i bergsbelägna gräsmarker och steniga öppna områden.

## Status
Arten har ett stort utbredningsområde och beståndet anses vara stabilt. Internationella naturvårdsunionen IUCN listar den därför som livskraftig (LC).